# Dania na Zimowych Igrzyskach Olimpijskich 1992
Reprezentacja Danii na Zimowych Igrzyskach Olimpijskich 1992 liczyła sześcioro zawodników - czterech mężczyzn i dwie kobiety. Był to siódmy w historii start Danii na zimowych igrzyskach olimpijskich.

## Wyniki

### Biegi narciarskie

#### Bieg mężczyzn na 10 km techniką klasyczną
| Zawodnik       | Czas    | Miejsce | Źródło |
| -------------- | ------- | ------- | ------ |
| Michael Binzer | 32:45.9 | 69.     | [ 1 ]  |
| Ebbe Hartz     | 31:34.5 | 48.     | [ 1 ]  |

#### Bieg pościgowy mężczyzn na 15 km techniką dowolną
| Zawodnik       | Czas    | Miejsce | Źródło |
| -------------- | ------- | ------- | ------ |
| Michael Binzer | 46:12.2 | 59.     | [ 2 ]  |
| Ebbe Hartz     | 45:47.6 | 53.     | [ 2 ]  |

#### Bieg mężczyzn na 30 km techniką klasyczną
| Zawodnik       | Czas      | Miejsce | Źródło |
| -------------- | --------- | ------- | ------ |
| Michael Binzer | 1:35:00.1 | 64.     | [ 3 ]  |
| Ebbe Hartz     | 1:33:46.4 | 58.     | [ 3 ]  |

#### Bieg mężczyzn na 50 km techniką dowolną
| Zawodnik   | Czas      | Miejsce | Źródło |
| ---------- | --------- | ------- | ------ |
| Ebbe Hartz | 2:21:23.1 | 49.     | [ 4 ]  |

### Łyżwiarstwo figurowe

#### Program solistek
| Zawodnik           | Nota | Miejsce | Źródło |
| ------------------ | ---- | ------- | ------ |
| Anisette Torp-Lind | 20,0 | 15.     | [ 5 ]  |

#### Program solistów
| Zawodnik        | Nota | Miejsce | Źródło |
| --------------- | ---- | ------- | ------ |
| Henrik Walentin | 32,0 | 22.     | [ 6 ]  |

### Narciarstwo alpejskie

#### Slalom gigant kobiet
| Zawodnik       | Przejazd 1 | Przejazd 2 | Razem   | Miejsce | Źródło |
| -------------- | ---------- | ---------- | ------- | ------- | ------ |
| Tine Kongsholm | 1:13.82    | 1:17.18    | 2:31.00 | 31.     | [ 7 ]  |

#### Slalom kobiet
| Zawodnik       | Przejazd 1 | Przejazd 2 | Razem   | Miejsce | Źródło |
| -------------- | ---------- | ---------- | ------- | ------- | ------ |
| Tine Kongsholm | 56.01      | 48.02      | 1:44.03 | 28.     | [ 8 ]  |

#### Slalom gigant mężczyzn
| Zawodnik             | Przejazd 1 | Przejazd 2 | Razem   | Miejsce | Źródło |
| -------------------- | ---------- | ---------- | ------- | ------- | ------ |
| Nils Gelbjerg-Hansen | 1:14.04    | 1:12.45    | 2:26.49 | 45.     | [ 9 ]  |

#### Slalom mężczyzn
| Zawodnik             | Przejazd 1 | Przejazd 2 | Razem | Miejsce | Źródło |
| -------------------- | ---------- | ---------- | ----- | ------- | ------ |
| Nils Gelbjerg-Hansen | DNF        | -          | -     | -       | [ 10 ] |